# Whites Hill
Whites Hill är en kulle i Australien. Den ligger i regionen Brisbane och delstaten Queensland, nära delstatshuvudstaden Brisbane. Toppen på Whites Hill är 114 meter över havet, eller 59 meter över den omgivande terrängen. Bredden vid basen är 2,4 km.
Runt Whites Hill är det ganska tätbefolkat, med 72 invånare per kvadratkilometer.. Närmaste större samhälle är Brisbane, nära Whites Hill.
Runt Whites Hill är det i huvudsak tätbebyggt. Genomsnittlig årsnederbörd är 1 424 millimeter. Den regnigaste månaden är januari, med i genomsnitt 275 mm nederbörd, och den torraste är oktober, med 21 mm nederbörd.